# Молінос (Теруель)
Молінос (ісп. Molinos) — муніципалітет в Іспанії, у складі автономної спільноти Арагон, у провінції Теруель. Населення — 303 особи (2010).
Муніципалітет розташований на відстані близько 280 км на схід від Мадрида, 75 км на північний схід від міста Теруель.

## Демографія
Динаміка населення (INE ):